# Asset-Management-System-Software
Ein Asset Management System, deutsch auch Anlagegüterverwaltungssystem (AGVS), ist ein – heute meist softwarebasiertes – Dateninformationssystem zur Verwaltung von Anlagegütern für IT-Einrichtungen oder von physikalischen Anlagegütern wie Maschinen und Anlagen.
Im Bereich der physikalischen Assets wird diese Funktion oft auch durch ein Enterprise-Resource-Planning (ERP), ein computerized maintenance management system (CMMS, dt.: „Instandhaltungsplanungssystem“) erbracht. Weitere Begriffsdefinitionen hierfür sind Enterprise-Asset-Management-System (EAM, vorwiegend in den USA genannt) oder Plant-Asset-Management-System.
Anlagegüterverwaltungssysteme werden zur Verwaltung und Nachverfolgung von Anlagegütern genutzt: Welche Anlagen sind oder waren vorhanden, wo befanden sie sich örtlich und buchhalterisch, was kosteten sie und wie lange sind bzw. bleiben sie in Benutzung? Dabei hat ein Anlagegüterverwaltungssystem typischerweise eine eher technische Ausrichtung und bezieht sich hinsichtlich der kaufmännischen Daten auf die Daten der Buchführung.

## Wechselbeziehungen

### Service deckoder Auftragsmanagement
Eine weitere enge Wechselbeziehung besteht zu einem Auftragsmanagement, da ein großer Anteil von Änderungen an Anlagegütern infolge einer Störungsbeseitigung ausgelöst wird. Umgekehrt ist eine Störungsbeseitigung meist nur bei genauer Kenntnis der eingesetzten Parameter sowie ihrer jeweiligen Konfigurationsdaten möglich.

### Buchführung und Vertragsmanagement
Die in einem Asset-Management-System erfassten und verwalteten Anlagegüter unterliegen meist auch der Buchführung des Unternehmens. Häufig müssen die kaufmännischen und die technischen Daten dieser Güter in einem engen Bezug betrachtet werden; dies ist bei einer Trennung zwischen kaufmännischer und technischer Anlagenverwaltung nur durch Referenzierungen zwischen diesen Systemen möglich. Diese Anlagegüter werden über Kaufverträge beschafft, in denen oft Details enthalten sind, die auf die technische Behandlung entscheidenden Einfluss haben (z. B. Garantiedauer bei Hardware oder Lizenzbedingungen bei Software), somit besteht auch hier der Bedarf nach einer wechselseitigen Referenzierungsmöglichkeit.

### Configuration Management im IT-Bereich
Da sich solche Informationen gerade im IT-Bereich schnell ändern, besteht eine enge Wechselbeziehung zwischen einem IT-Asset-Management-System und einem Configuration-Management-System. Aus diesem Grund werden teilweise Lösungen mit einer gemeinsamen Configuration Management Database (CMDB) verwendet.

### Change Managementim IT-Bereich
Wenn eine (absichtliche) Änderung an Anlagegütern nicht infolge einer Störungsbeseitigung erfolgt, ist der Auslöser immer ein fachlicher oder technischer Änderungsbedarf. Solche geplanten Veränderungen außerhalb der Störungsbeseitigung werden unter dem Oberbegriff Veränderungsmanagement zusammengefasst; die Planung von Änderungen basiert auf einer Kenntnis der IT-Assets und ihrer Konfigurationsdaten, somit beziehen sich Change-Management-Werkzeuge auf Datenbestände des Asset-Configuration-Managements (CMDB).

## Software
- ITIL (ITILv3)